# Beris burmanica
Beris burmanica är en tvåvingeart som beskrevs av Frey 1960. Beris burmanica ingår i släktet Beris och familjen vapenflugor.
Artens utbredningsområde är Myanmar. Inga underarter finns listade i Catalogue of Life.